# Västergötlands runinskrifter 200
Västergötlands runinskrifter 200 är en medeltida kvadersten av sandsten i Börstigs kyrka, Börstigs socken och Falköpings kommun. Runinskriften består av 10 tecken, 4-7 centimeter höga, på ett område som är 25 centimeter brett. Inskriften är inhuggen på ett block i kyrkans vägg. Denna sten och Vg 201, som också finns i kyrkomuren, upptäcktes 1933 i samband med restauringsarbeten. En del av putsen togs bort 1957 för att göra de båda inskrifterna synliga.

## Inskriften
Translitterering av runraden:
taviþær kæi
Normalisering till äldre fornsvenska:
Daviðr .../gærði(?)
Översättning till nusvenska:
David gjorde(?)